# Saint-Abit
Saint-Abit es una localidad y comuna francesa, situada dentro del departamento de los Pirineos Atlánticos, en la región de Aquitania.

## Geografía
Las tierras de la comuna están bañadas por el río Luz, afluente del gave de Pau.

### Comunas limítrofes
- Pardies-Piétat al norte.
- Boeil-Bezing al este.
- Bosdarros al oeste.
- Arros-de-Nay al sur.

## Demografía
| 1901 | 1962 | 1968 | 1975 | 1982 | 1990 | 1999 | 2007 |
| ---- | ---- | ---- | ---- | ---- | ---- | ---- | ---- |
| 211  | 170  | 166  | 150  | 168  | 195  | 274  | 356  |

## Lugares de interés
- Castillo de Livron, del siglo XVII.